# الإقامة العامة الفرنسية في المغرب
المقيم العام الفرنسي في المغرب، وكان يُسمى رسميا المقيم المفوض العام، هو الممثل الرسمي للحكومة الفرنسية في الرباط خلال الحماية الفرنسية على المغرب (1912-1956).
تم تحديد وظائفها وسلطاتها بموجب مرسوم الصادر في 11 يونيو 1912 عن رئيس الجمهورية الفرنسية، التي نُشرت في العدد الأول من النشرة الرسمية المغربية..
لمدة 44 عاما من عهد ليوطي دوبوا (الذي أصبح أول سفير لفرنسا في المغرب)، وقد نجح 14 من المقيمين العامين.
قائمة القادة الإستعماريين للمغرب الفرنسي
| Term                             | Incumbent                              | ملاحظات              |
| -------------------------------- | -------------------------------------- | -------------------- |
| السيادة الفرنسية                 |                                        |                      |
| 4 أغسطس 1907 حتى 28 أبريل 1912   | هوبير ليوطي، حاكم عسكري                |                      |
| 28 أبريل 1912 حتى 25 أغسطس 1925  | هوبير ليوطي، مقيم عام                  |                      |
| 13 ديسمبر 1916 حتى 7 أبريل 1917  | Henri Gouraud، المقيم العام بالنيابة   | نيابة عن هوبير ليوطي |
| 4 أكتوبر 1925 حتى 1 يناير 1929   | Théodore Steeg، مقيم عام               |                      |
| 2 يناير 1929 حتى 14 سبتمبر 1933  | لوسيان سان، مقيم عام                   |                      |
| 14 سبتمبر 1933 حتى 22 مارس 1936  | هنري بونصو، مقيم عام                   |                      |
| 22 مارس 1936 حتى 16 سبتمبر 1936  | مارسال بيروتون، مقيم عام               |                      |
| 16 سبتمبر 1936 حتى 21 يونيو 1943 | Charles Hippolyte Noguès، مقيم عام     |                      |
| 21 يونيو 1943 حتى 4 مارس 1946    | غابرييل بوه، مقيم عام                  |                      |
| 4 مارس 1946 حتى 14 مايو 1947     | Eirik Labonne، مقيم عام                |                      |
| 14 مايو 1947 حتى 28 أغسطس 1951   | Alphonse Pierre Juin ‏، مقيم عام        |                      |
| 28 أغسطس 1951 حتى 20 مايو 1954   | أوغستين ويليام، مقيم عام               |                      |
| 20 مايو 1954 حتى 20 يونيو 1955   | Francis Lacoste، مقيم عام              |                      |
| 20 يونيو 1955 حتى 31 أغسطس 1955  | Gilbert Yves Édmond Grandval، مقيم عام |                      |
| 31 أغسطس 1955 حتى 9 نوفمبر 1955  | Pierre Boyer de Latour، مقيم عام       |                      |
| 9 نوفمبر 1955 حتى 2 مارس 1956    | André Louis Dubois، مقيم عام           |                      |